# Premis Ondas 1997
Els Premis Ondas 1997 van ser la quaranta-quatrena edició dels Premis Ondas, fallats el 29 d'octubre de 1997. La gala d'entrega dels premis del 13 de novembre fou retransmesa en obert des del Museu Nacional d'Art de Catalunya al Canal+. Va ser presentada per Iñaki Gabilondo i Gemma Nierga, i comptà amb les actuacions de Spice Girls, Backstreet Boys, Alejandro Sanz i Ella baila sola.

## Nacionals de ràdio
- Millor programa de difusió nacional: Hablar por hablar de la cadena SER
- Millor programa de ràdio local ex aequo: El Terrat de Ràdio Barcelona/ Cadena Ser i Alguna pregunta més? del programa El matí de Catalunya Ràdio
- Millor programa musical al formato Onda Melodía d'Onda Cero Radio
- Mención especial del Jurado: La semana que conmovió a España dels Serveis Informatius dirigits per Félix Madero d'Onda Cero Radio

## Internacionals ràdio
- Offspring de BBC Radio 4
- L'histoire en direct: 1961-1963 Le rock debarque en France, France Culture
- Zvižduća priča Arxivat 2019-05-02 a Wayback Machine. de Hrvatska radiotelevizija

## Nacionals televisió
- Millor labor professional: Pilar Miró
- Millor sèrie: Todos los hombres sois iguales (Bocaboca) de Tele 5
- Millor Programa d'entreteniment: La semana del guiñol de Canal+
- Programa més innovador: Caiga quien caiga (Globo Media) de Tele 5
- Millor programa especialitzat: Madrid directo de Telemadrid
- Menció especial: La noche temática, La Mandrágora i Días de cine de TVE2 / TVE

## Internacionals televisió
- Háxorna Och San Simon de Sveriges Television (SVT)
- Mijn Franse tante Gazeuse d'AVRO/NOS
- A Vida como Ela é...: episodis Casal de três, Gagá, A Grande mulher, A Dama do Lotação de Globo TV

## Iberoamericans
- Tras la pista, amb Sergio Novelli de Radio Caracas TV,
- Los niños de la selección del programa Noticiero Nacional de Cadena Uno de Colòmbia

## Cinema
- Millor pel·lícula: Secretos del corazón de Montxo Armendáriz
- Millor director: Ricardo Franco per La buena estrella
- Millor actor ex aequo: Antonio Resines i Jordi Mollà i Perales per la seva interpretació a La buena estrella
- Millor actriu: Cecilia Roth per la seva interpretació a Martín (Hache)
- Premi Cinemanía: Pedro Almodóvar
- Premi especial: Asaltar los cielos, de Javier Rioyo i José Luis López Linares

## Música
- Millor cançó: La flaca, de Jarabe de Palo
- Millor artista espanyol: Alejandro Sanz
- Millor grup revelació espanyol: Dover
- Millor àlbum: Konfusión de Ketama
- Millor clip: Loco d'Andrés Calamaro de la productora Maru Basamon Producciones
- Millor artista llatí: Luis Miguel
- Millor grup revelació llatí: Skank
- Millor artista en directe: Carlos Núñez
- Labor més notòria en música clàssica: Plácido Domingo
- Premi Ondas especial del Jurat per la seva trajectòria internacional en la Història de la Música Pop: Queen
- Premi Ondas especial del Jurat per la seva trajectòria en la Història de la Música Popular: Raimon
- Premi Ondas especial del Jurat per la seva trajectòria en la Història del Flamenc: Juan Carmona "Habichuela"
- Esment especial del Jurat: Spice Girls
- Esment especial del Jurat: Backstreet Boys